# Stříbrnice u Uherského Hradiště
Stříbrnice (deutsch Strzibrnitz, auch Silbersfeld) ist eine Gemeinde in Tschechien. Sie liegt 13 Kilometer westlich von Uherské Hradiště und gehört zum Okres Uherské Hradiště.

## Geographie
Stříbrnice befindet sich am südlichen Fuße des Marsgebirges in der Mährischen Slowakei. Das Dorf liegt im Tal des Medlovický potok.
Nachbarorte sind Smraďavka und Lázně Leopoldov im Norden, Buchlovice und Tupesy im Nordosten, Boršice im Osten, Tučapy im Südosten, Vážany im Süden, Újezdec im Südwesten, Medlovice im Westen sowie Paseky im Nordwesten.

## Geschichte

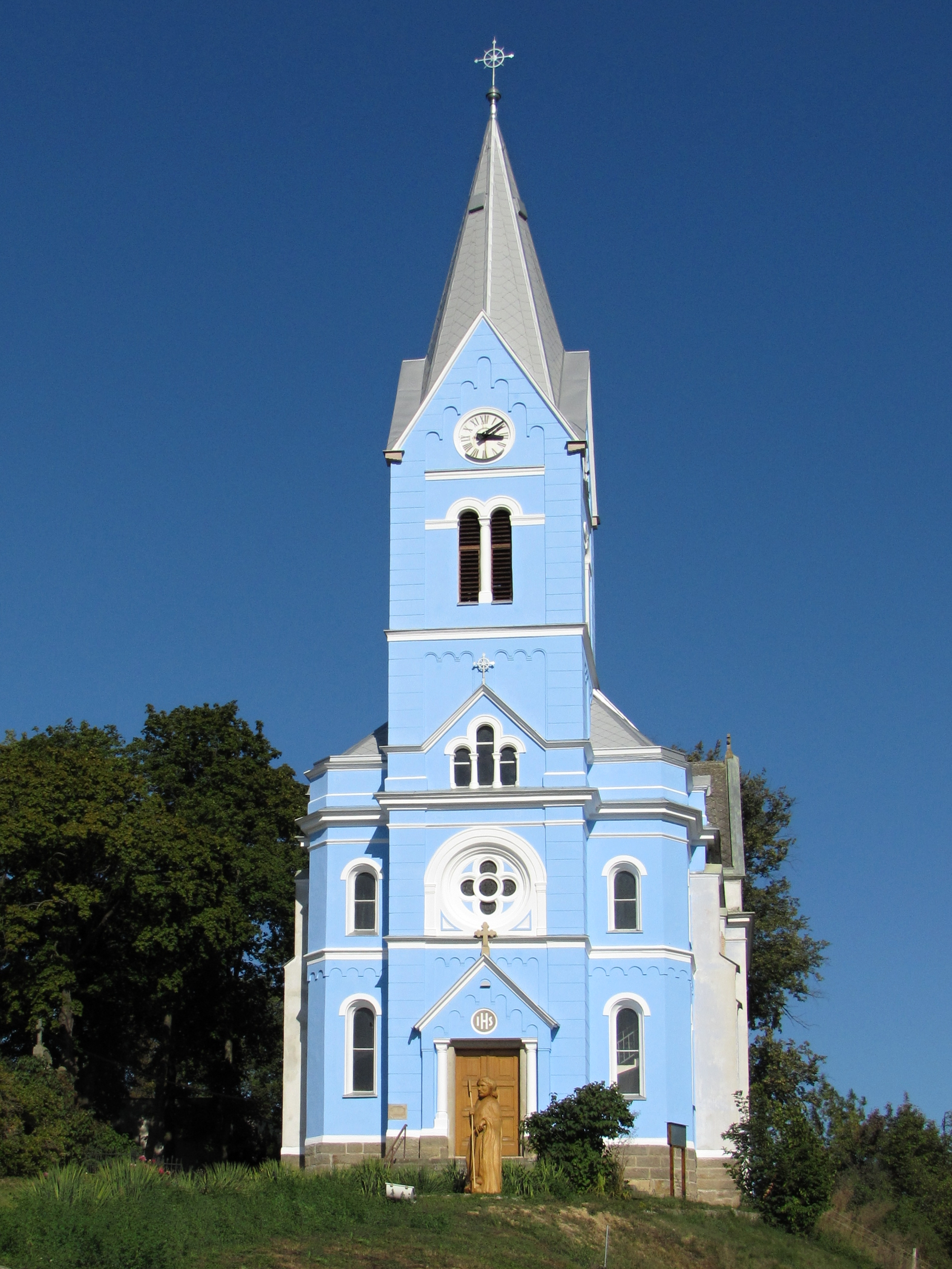
Kirche St. Prokop

Die erste urkundliche Erwähnung des Ortes erfolgte im Jahre 1128 in einer Urkunde des Olmützer Bischofs Heinrich Zdik. Der Ort besaß neben Lubná die Jagdgerechtigkeit im landesherrlichen Wildbannforst und wurde deshalb mit dem Beinamen "Lovecká obec" (Jägergemeinde) versehen. Im Stříbrnice gab es zwölf Jagdberechtigungen, die im Schwarzen Buch des Jagdrechts eingetragen waren. Zusammen mit den Starosten der umliegenden Dörfer saßen die zwölf Jäger von Stříbrnice dem Lowczowe prawo (Jagdgericht), dem Blutgericht auf der Burg Buchlov bei. Zu den Pflichten der Jäger gehörte auch wechselseitig die Wahrnahme des Bütteldienstes und Scharfrichterfunktion in der Stadt Uherské Hradiště, wie auch die Hinrichtungen in Fryšták.
Zu den Privilegien der Bewohner von Stříbrnice gehörte u. a. die unentgeltliche Nutzung der Kornmühle und die Befreiung von der Maut an der Marchbrücke in Uherské Hradiště. Mit der Aufhebung der Jagdgerechtigkeit verlor Stříbrnice 1749 auch seine Privilegien.
Nach der Aufhebung der Patrimonialherrschaften entstand 1848 die politische Gemeinde Stříbrnice im Bezirk Ungarisch Hradisch. Stříbrnice gehört zu den mährischen Weinbauorten.
1993 wurde der Naturpark Stříbrnické paseky geschaffen. In Paseky hat sich die ursprüngliche Einzelschlagbesiedlung erhalten.

## Gemeindegliederung
Für die Gemeinde Stříbrnice sind keine Ortsteile ausgewiesen. Zu Stříbrnice gehört die Ansiedlung Paseky 1. díl.

## Sehenswürdigkeiten
- Pestsäule mit Statue der Geißelung Christi, am Dorfplatz, errichtet im 18. Jahrhundert
- Kapelle des hl. Prokop, aus dem Jahre 1750
- Kirche des hl. Prokop, errichtet 1910
- Naturpark Stříbrnické paseky, nordwestlich des Dorfes
- Naturdenkmal Koukolky, südöstlich des Ortes